# Technologieunternehmen
Technologieunternehmen (oder Technologiewerte; englisch technology shares) ist im Aktienhandel und in der Börsensprache die Bezeichnung für Aktiengesellschaften und deren Aktien, bei denen der Betriebszweck dieser Unternehmen überwiegend oder ausschließlich in der Produktentwicklung von technologie-orientierten Produkten besteht.

## Allgemeines
Technologieunternehmen werden als Unternehmen charakterisiert, deren Geschäftsmodell auf Produktinnovationen beruht, die insbesondere zum Bereich der Spitzentechnologie oder Elektronik gehören. Typisch für Technologieunternehmen sind ein relativ hohes Unternehmerrisiko, weil die genutzten technischen Verfahren noch nicht vollständig erprobt sind, aber auch besonders hohe Chancen durch ihre auf Innovationen beruhende Alleinstellung.

## Börsensegmente
Das seit März 2003 bestehende Börsensegment TecDAX umfasst an der Frankfurter Börse die 30 nach Börsenkapitalisierung und Handelsvolumen größten Technologiewerte unterhalb des DAX. Die im TecDAX enthaltenen Aktien müssen im Prime Standard zugelassen sein und werden im fortlaufenden XETRA-Handel notiert. Die Zugehörigkeit zum TecDAX ist von quartalsweise ermittelten Kennzahlen (Orderbuchumsatz auf XETRA und Parketthandel, Marktkapitalisierung und Streubesitz nach der 35/35-Regel) abhängig.
In den USA werden Technologiewerte an der Nasdaq gehandelt.

## Börsennotierte Technologieunternehmen
Zur Zeit des New-Economy-Booms zwischen 1998 und 2000 wurde der Begriff im börslichen Umfeld weiter eingeschränkt auf schnell wachsende, eher junge Unternehmen (junge Technologieunternehmen, JTU) aus Branchen wie Elektronik, Informationstechnik und Biotechnik. Es entstand das Akronym TMT für „Technologie, Medien und Telekommunikation“, drei Sparten, denen besonders hohe Wachstumsaussichten nachgesagt wurden. Überzogene Erwartungen an diese Unternehmen führten zur TMT-Spekulationsblase.
Nach dem Platzen der Blase führte die Deutsche Börse im Jahr 2003 ein neues Handelssegment für „Technologiewerte“, das heißt für Aktien börsengehandelter Technologieunternehmen ein, deren Wertentwicklung durch den TecDAX-Aktienindex (kurz für „Technologie-DAX“) abgebildet wird. Auch der Beiname „Technologiebörse“ der US-Computerbörse Nasdaq besitzt in ihrem Schwerpunkt Technologiewerte.

## Wirtschaftliche Aspekte
Die Kostenstruktur der Technologieunternehmen ist durch hohe Forschungs- und Entwicklungskosten geprägt, daher liegt Forschungsintensität vor. Da diese Forschungs- und Entwicklungskosten zunächst aus dem Cashflow der im Vertrieb befindlichen Produkte vorfinanziert werden müssen, unterliegt die Produktpipeline der Quersubventionierung, bis die erfolgreiche Markteinführung neuer Produkte gelingt. Die Patentierung neuer Produkte führt zu immateriellem Anlagevermögen, das den Unternehmenswert erhöht. Eine gut bestückte Produktpipeline sorgt für die Marktreife neuer Produktentwicklungen, sobald der Produktlebenszyklus von Auslaufprodukten beendet ist. Technologieunternehmen weisen im Regelfall eine hohe Kapitalintensität auf, sie agieren auf einem Wachstumsmarkt und ihre Aktien können Wachstumswerte sein.
Wirtschaftszweige für Technologieunternehmen sind vor allem Anlagenbau, Biotechnologie, Computertechnik, Gentechnik, Informations- und Kommunikationstechnik, Softwaretechnik, künstliche Intelligenz, Lebensmitteltechnologie, Maschinenbau, Medizintechnik, Multimedia, Pharmaindustrie oder Umwelttechnik.